# ساترلند اسپرینگز (تگزاس)

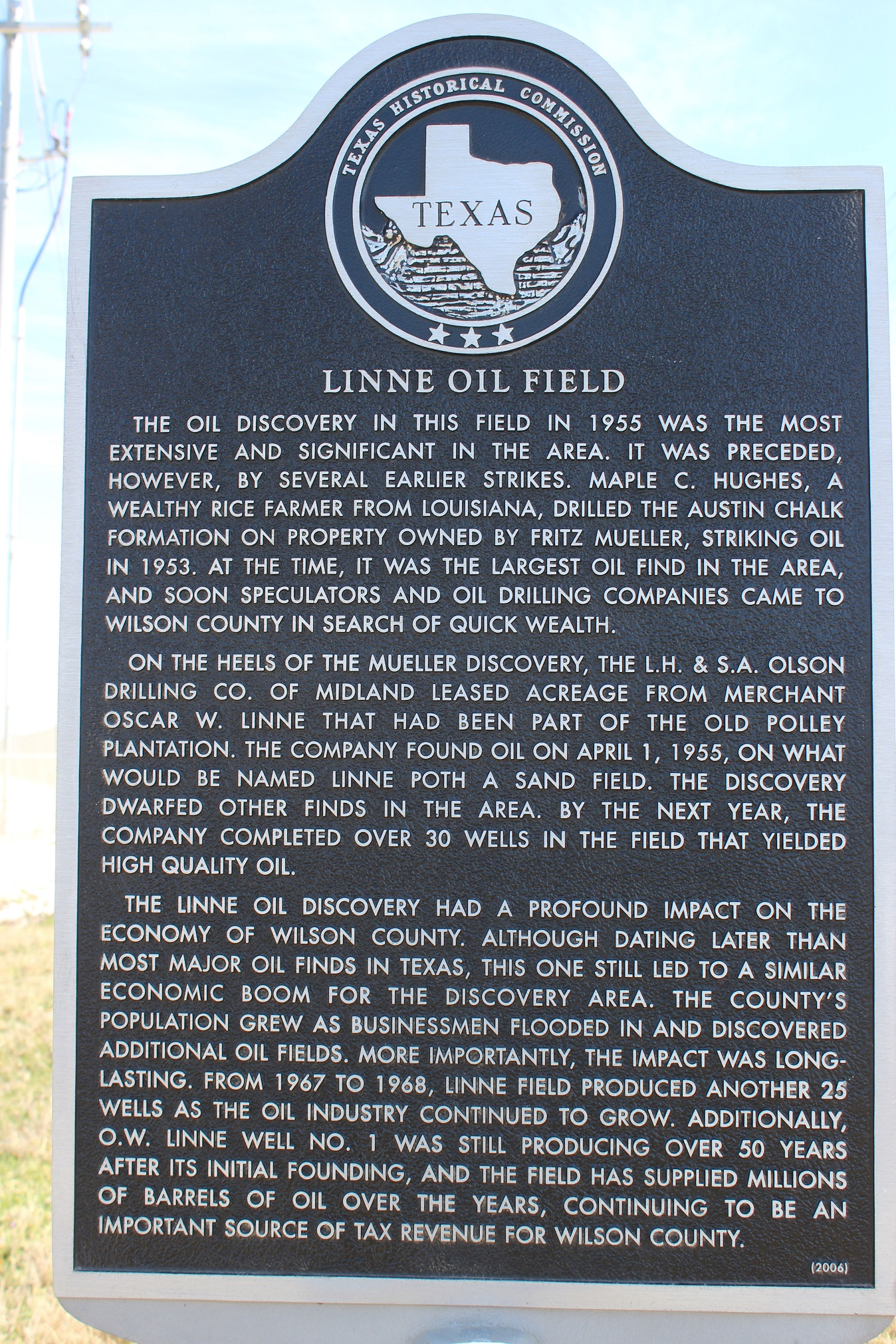
لوحه تاریخی تگزاس، میدان نفتی لین

ساترلند اسپرینگز (به انگلیسی: Sutherland Springs) یک منطقهٔ مسکونی در ایالات متحده آمریکا است که در تگزاس واقع شده‌است. ساترلند اسپرینگز ۶۰۰ نفر جمعیت دارد و ۱۴۲٫۹۵ متر بالاتر از سطح دریا واقع شده‌است.